# マルトオリゴシルトレハローストレハロヒドロラーゼ
- マルトオリゴシルトレハローストレハロヒドラーゼ

マルトオリゴシルトレハローストレハロヒドロラーゼ（Maltooligosyltrehalose trehalohydrolase、マルトオリゴシルトレハローストレハロ加水分解酵素、MTHase）は、トレハロース生合成経路で働く酵素。系統名は、4-α-D-{(1→4)-α-D-glucano}trehaose trehalohydrolase。EC 3.2.1.141。GH13ファミリー。

## 概要
マルトオリゴシルトレハローストレハロヒドロラーゼは、アミロースやマルトオリゴ糖からマルトオリゴシルトレハロースシンターゼにより生成したグリコシルトレハロースのグリコシル基とトレハロースの間のα-1,4結合を加水分解し、トレハロースを生成する。マルトオリゴ糖、アミロースに作用して、α-アノマー糖を生成する弱いα-アミラーゼ作用がある。